# Yrjö Hietanen
Yrjö Jalmari Hietanen (* 12. Juli 1927 in Helsinki; † 26. März 2011 ebenda) war ein finnischer Kanute und Olympiasieger.
Bei den Olympischen Spielen 1952 in Helsinki trat Hietanen im Zweierkajak zusammen mit Kurt Wires an. Über 10.000 Meter gewannen die beiden Finnen mit 0,4 Sekunden Vorsprung auf die schwedischen Titelverteidiger Gunnar Åkerlund und Hans Wetterström. Tags darauf fuhren Wires und Hietanen über 1000 Meter zeitgleich mit den schwedischen Weltmeistern Lars Glassér und Ingemar Hedberg über die Ziellinie, die Finnen gewannen Gold nach Auswertung des Zielfotos.
Vier Jahre später trat Hietanen bei den Olympischen Spielen 1956 in Melbourne mit Simo Kuismanen über 10.000 Meter an. Mit fast drei Minuten Rückstand auf Bronze belegten die beiden den siebten Platz.
Hietanen war später Präsidiumsmitglied des finnischen Kanuverbandes. 